# Ophryophryne gerti
Ophryophryne gerti é uma espécie de anfíbio da família Megophryidae.
Pode ser encontrada nos seguintes países: Laos e Vietname.
Os seus habitats naturais são: florestas subtropicais ou tropicais húmidas de baixa altitude e rios.
Está ameaçada por perda de habitat.